# Dyskografia Eurythmics
Artykuł prezentuje pełną dyskografię Eurythmics, lecz nie uwzględnia solowych płyt członków duetu. Zespół Eurythmics przez cały okres swojej działalności związany był z wytwórnią RCA Records, należącą do Sony BMG, i to ona posiada prawa do wszystkich nagranych albumów. Wyjątkiem jest płyta 1984 (For the Love of Big Brother), nagrana dla Virgin Records.

## Albumy

### Albumy studyjne
| Rok  | Tytuł                           | Pozycje na listach | Pozycje na listach | Pozycje na listach | Pozycje na listach | Pozycje na listach | Pozycje na listach | Pozycje na listach | Pozycje na listach | Pozycje na listach | Pozycje na listach | Pozycje na listach | Certyfikaty                                   |
| Rok  | Tytuł                           | [ 4 ]              | [ 5 ]              | [ 6 ]              | [ 7 ]              | [ 8 ]              | [ 9 ]              | [ 10 ]             | [ 11 ]             | [ 12 ]             | [ 13 ]             | [ 14 ]             | Certyfikaty                                   |
| ---- | ------------------------------- | ------------------ | ------------------ | ------------------ | ------------------ | ------------------ | ------------------ | ------------------ | ------------------ | ------------------ | ------------------ | ------------------ | --------------------------------------------- |
| 1981 | In the Garden                   | –                  | –                  | –                  | –                  | –                  | –                  | –                  | –                  | –                  | –                  | –                  |                                               |
| 1983 | Sweet Dreams (Are Made of This) | 3                  | 15                 | 6                  | –                  | –                  | 11                 | 4                  | 14                 | –                  | 5                  | 2                  | - UK: platyna - USA: złoto - GER: złoto       |
| 1983 | Touch                           | 1                  | 7                  | 9                  | 14                 | –                  | 9                  | 20                 | 9                  | 8                  | 4                  | 1                  | - UK: platyna - USA: platyna - GER: złoto     |
| 1985 | Be Yourself Tonight             | 3                  | 9                  | 8                  | 9                  | 25                 | 3                  | 20                 | 2                  | 2                  | 1                  | 2                  | - UK: 2 × platyna - USA: platyna - GER: złoto |
| 1986 | Revenge                         | 3                  | 12                 | 5                  | 7                  | 6                  | 3                  | 12                 | 1                  | 1                  | 2                  | 1                  | - UK: 2 × platyna - USA: złoto - GER: złoto   |
| 1987 | Savage                          | 7                  | 41                 | 23                 | 10                 | 17                 | 26                 | 26                 | 2                  | 10                 | 15                 | 7                  | - UK: platyna                                 |
| 1989 | We Too Are One                  | 1                  | 34                 | 4                  | 2                  | 20                 | 18                 | 11                 | 1                  | 3                  | 7                  | 8                  | - UK: 2 × platyna                             |
| 1999 | Peace                           | 4                  | 25                 | 2                  | 2                  | 7                  | 22                 | 6                  | 5                  | 22                 | 8                  | –                  | - UK: złoto - USA: złoto - GER: złoto         |

### Soundtracki
| Rok  | Tytuł                              | Pozycje na listach | Pozycje na listach | Pozycje na listach | Pozycje na listach | Pozycje na listach | Pozycje na listach | Pozycje na listach | Pozycje na listach | Pozycje na listach | Pozycje na listach | Pozycje na listach | Certyfikaty |
| Rok  | Tytuł                              | [ 4 ]              | [ 5 ]              | [ 6 ]              | [ 7 ]              | Austria            | [ 9 ]              | Francja            | [ 11 ]             | Norwegia           | [ 13 ]             | [ 14 ]             | Certyfikaty |
| ---- | ---------------------------------- | ------------------ | ------------------ | ------------------ | ------------------ | ------------------ | ------------------ | ------------------ | ------------------ | ------------------ | ------------------ | ------------------ | ----------- |
| 1984 | 1984 (For the Love of Big Brother) | 23                 | 93                 | 23                 | 18                 | –                  | 38                 | –                  | 6                  | –                  | 22                 | 21                 | - UK: złoto |

### Albumy koncertowe
| Rok  | Tytuł          | Pozycje na listach | Pozycje na listach | Pozycje na listach | Pozycje na listach | Pozycje na listach | Pozycje na listach | Pozycje na listach | Pozycje na listach | Pozycje na listach | Pozycje na listach | Pozycje na listach | Certyfikaty |
| Rok  | Tytuł          | [ 4 ]              | Stany Zjednoczone  | [ 15 ]             | Szwajcaria         | [ 8 ]              | [ 9 ]              | Francja            | Szwecja            | Norwegia           | Australia          | Nowa Zelandia      | Certyfikaty |
| ---- | -------------- | ------------------ | ------------------ | ------------------ | ------------------ | ------------------ | ------------------ | ------------------ | ------------------ | ------------------ | ------------------ | ------------------ | ----------- |
| 1993 | Live 1983–1989 | 22                 | –                  | 80                 | –                  | 40                 | 80                 | –                  | –                  | –                  | –                  | –                  | - UK: złoto |

### Kompilacje
| Rok  | Tytuł               | Pozycje na listach | Pozycje na listach | Pozycje na listach | Pozycje na listach | Pozycje na listach | Pozycje na listach | Pozycje na listach | Pozycje na listach | Pozycje na listach | Pozycje na listach | Pozycje na listach | Certyfikaty                                             |
| Rok  | Tytuł               | [ 4 ]              | [ 5 ]              | [ 15 ]             | [ 7 ]              | [ 8 ]              | [ 9 ]              | [ 10 ]             | [ 11 ]             | [ 12 ]             | [ 13 ]             | [ 14 ]             | Certyfikaty                                             |
| ---- | ------------------- | ------------------ | ------------------ | ------------------ | ------------------ | ------------------ | ------------------ | ------------------ | ------------------ | ------------------ | ------------------ | ------------------ | ------------------------------------------------------- |
| 1991 | Greatest Hits       | 1                  | 72                 | 1                  | 2                  | 1                  | 1                  | 1                  | 8                  | 5                  | 1                  | 1                  | - UK: 6 × platyna - USA: 3 × platyna - GER: 2 × platyna |
| 2005 | Ultimate Collection | 5                  | 116                | 36                 | 24                 | 29                 | 40                 | 17                 | 14                 | 40                 | 14                 | 6                  | - UK: platyna                                           |

### Minialbumy
| Rok  | Tytuł       | Pozycje na listach | Pozycje na listach | Pozycje na listach | Pozycje na listach | Pozycje na listach | Pozycje na listach | Pozycje na listach | Pozycje na listach | Pozycje na listach | Pozycje na listach | Pozycje na listach | Certyfikaty |
| Rok  | Tytuł       | [ 4 ]              | [ 5 ]              | Niemcy             | Szwajcaria         | Austria            | Holandia           | Francja            | Szwecja            | Norwegia           | Australia          | Nowa Zelandia      | Certyfikaty |
| ---- | ----------- | ------------------ | ------------------ | ------------------ | ------------------ | ------------------ | ------------------ | ------------------ | ------------------ | ------------------ | ------------------ | ------------------ | ----------- |
| 1984 | Touch Dance | 31                 | 115                | –                  | –                  | –                  | –                  | –                  | –                  | –                  | –                  | –                  |             |

## Single

### Regularne single
| Rok  | Tytuł                                                     | Pozycje na listach | Pozycje na listach | Pozycje na listach | Pozycje na listach | Pozycje na listach | Pozycje na listach | Pozycje na listach | Pozycje na listach | Pozycje na listach | Pozycje na listach | Pozycje na listach | Pozycje na listach | Album                              |
| Rok  | Tytuł                                                     | [ 4 ]              | [ 16 ]             | [ 17 ]             | [ 18 ]             | [ 19 ]             | [ 7 ]              | [ 8 ]              | [ 9 ]              | [ 11 ]             | [ 12 ]             | [ 13 ]             | [ 14 ]             | Album                              |
| ---- | --------------------------------------------------------- | ------------------ | ------------------ | ------------------ | ------------------ | ------------------ | ------------------ | ------------------ | ------------------ | ------------------ | ------------------ | ------------------ | ------------------ | ---------------------------------- |
| 1981 | „Never Gonna Cry Again”                                   | 63                 | –                  | –                  | –                  | –                  | –                  | –                  | –                  | –                  | –                  | –                  | –                  | In the Garden                      |
| 1981 | „Belinda”                                                 | –                  | –                  | –                  | –                  | –                  | –                  | –                  | –                  | –                  | –                  | –                  | –                  | In the Garden                      |
| 1982 | „This Is the House”                                       | –                  | –                  | –                  | –                  | –                  | –                  | –                  | –                  | –                  | –                  | –                  | –                  | Sweet Dreams (Are Made of This)    |
| 1982 | „The Walk”                                                | 89                 | –                  | –                  | –                  | –                  | –                  | –                  | –                  | –                  | –                  | –                  | –                  | Sweet Dreams (Are Made of This)    |
| 1982 | „Love Is a Stranger” [A]                                  | 6                  | 23                 | 15                 | 4                  | 12                 | –                  | –                  | 12                 | –                  | –                  | 17                 | 20                 | Sweet Dreams (Are Made of This)    |
| 1983 | „Sweet Dreams (Are Made of This)”                         | 2                  | 1                  | 1                  | 2                  | 4                  | 8                  | 9                  | 10                 | –                  | –                  | 6                  | 2                  | Sweet Dreams (Are Made of This)    |
| 1983 | „Who’s That Girl?”                                        | 3                  | 21                 | 15                 | 5                  | 19                 | –                  | –                  | 30                 | 14                 | –                  | 20                 | 13                 | Touch                              |
| 1983 | „Right by Your Side”                                      | 10                 | 29                 | 39                 | 15                 | 61                 | –                  | –                  | 31                 | 13                 | –                  | 15                 | 9                  | Touch                              |
| 1984 | „Here Comes the Rain Again”                               | 8                  | 4                  | 7                  | 8                  | 14                 | 19                 | –                  | 33                 | 20                 | 10                 | 16                 | 32                 | Touch                              |
| 1984 | „Sexcrime (Nineteen Eighty-Four)”                         | 4                  | 81                 | 18                 | 4                  | 3                  | 6                  | –                  | 12                 | 3                  | 9                  | 5                  | 8                  | 1984 (For the Love of Big Brother) |
| 1985 | „Julia”                                                   | 44                 | –                  | –                  | 17                 | –                  | –                  | –                  | –                  | –                  | –                  | –                  | –                  | 1984 (For the Love of Big Brother) |
| 1985 | „Would I Lie to You?”                                     | 17                 | 5                  | 5                  | 10                 | 34                 | 21                 | –                  | 24                 | 10                 | –                  | 1                  | 5                  | Be Yourself Tonight                |
| 1985 | „There Must Be an Angel (Playing with My Heart)”          | 1                  | 22                 | 12                 | 1                  | 4                  | –                  | 9                  | 3                  | 2                  | 1                  | 3                  | 5                  | Be Yourself Tonight                |
| 1985 | „Sisters Are Doin’ It for Themselves” (z Arethą Franklin) | 9                  | 18                 | 33                 | 5                  | 22                 | 20                 | –                  | 17                 | –                  | –                  | 15                 | 6                  | Be Yourself Tonight                |
| 1986 | „It’s Alright (Baby’s Coming Back)”                       | 12                 | 78                 | 37                 | 8                  | 22                 | 23                 | 14                 | 21                 | –                  | –                  | 32                 | 18                 | Be Yourself Tonight                |
| 1986 | „When Tomorrow Comes”                                     | 30                 | –                  | –                  | 13                 | 22                 | –                  | –                  | 22                 | 4                  | 5                  | 7                  | 19                 | Revenge                            |
| 1986 | „Missionary Man” [B]                                      | 31                 | 14                 | 13                 | 13                 | –                  | –                  | –                  | 77                 | –                  | –                  | 9                  | 12                 | Revenge                            |
| 1986 | „Thorn in My Side”                                        | 5                  | 68                 | 41                 | 2                  | 26                 | –                  | 14                 | –                  | 6                  | –                  | 12                 | 7                  | Revenge                            |
| 1986 | „The Miracle of Love”                                     | 23                 | –                  | –                  | 10                 | 53                 | 21                 | –                  | 43                 | 18                 | –                  | 14                 | 30                 | Revenge                            |
| 1987 | „Beethoven (I Love to Listen to)”                         | 25                 | –                  | –                  | 11                 | 28                 | 19                 | –                  | 41                 | 9                  | 6                  | 13                 | 6                  | Savage                             |
| 1987 | „Shame”                                                   | 41                 | –                  | –                  | –                  | 53                 | –                  | –                  | 44                 | –                  | –                  | 39                 | 23                 | Savage                             |
| 1987 | „I Need a Man”                                            | 26                 | 46                 | 14                 | 23                 | –                  | –                  | –                  | –                  | –                  | –                  | 78                 | 19                 | Savage                             |
| 1988 | „You Have Placed a Chill in My Heart”                     | 16                 | 64                 | 55                 | 15                 | –                  | –                  | –                  | –                  | –                  | –                  | –                  | 31                 | Savage                             |
| 1989 | „Revival”                                                 | 26                 | –                  | –                  | 14                 | 33                 | 8                  | –                  | 25                 | 7                  | –                  | 14                 | 21                 | We Too Are One                     |
| 1989 | „Don’t Ask Me Why”                                        | 25                 | 40                 | 13                 | 17                 | 56                 | 30                 | –                  | 45                 | –                  | –                  | 35                 | –                  | We Too Are One                     |
| 1990 | „The King and Queen of America”                           | 29                 | –                  | –                  | 23                 | 51                 | –                  | –                  | 38                 | –                  | –                  | 72                 | –                  | We Too Are One                     |
| 1990 | „Angel”                                                   | 23                 | –                  | 56                 | 25                 | –                  | –                  | –                  | –                  | –                  | –                  | –                  | –                  | We Too Are One                     |
| 1990 | „(My My) Baby’s Gonna Cry”                                | –                  | –                  | 58                 | –                  | –                  | –                  | –                  | –                  | –                  | –                  | –                  | –                  | We Too Are One                     |
| 1991 | „Love Is a Stranger”                                      | 46                 | –                  | –                  | –                  | –                  | –                  | –                  | –                  | –                  | –                  | –                  | –                  | Greatest Hits                      |
| 1991 | „Sweet Dreams (Are Made of This) '91”                     | 48                 | –                  | –                  | –                  | –                  | –                  | –                  | –                  | –                  | –                  | –                  | –                  | Greatest Hits                      |
| 1999 | „I Saved the World Today”                                 | 11                 | –                  | –                  | 23                 | 28                 | 16                 | 18                 | 44                 | 31                 | –                  | 85                 | 33                 | Peace                              |
| 2000 | „17 Again”                                                | 27                 | –                  | 57                 | –                  | 73                 | 67                 | –                  | –                  | –                  | –                  | –                  | –                  | Peace                              |
| 2005 | „I’ve Got a Life”                                         | 14                 | –                  | –                  | –                  | –                  | 36                 | –                  | –                  | –                  | –                  | –                  | –                  | Ultimate Collection                |

- A^ Singel „Love Is a Stranger” pierwotnie dotarł do miejsca 54. w Wielkiej Brytanii. W 1983 roku został wydany ponownie i dopiero wtedy zajął pozycję 6.
- B^ Singel „Missionary Man” został wydany w 1986 roku tylko w USA i Kanadzie. W Europie ukazał się dopiero w 1987 roku.

### Single promocyjne
- 1983: „The First Cut”
- 1985: „I Love You Like a Ball and Chain”
- 1985: „Tous les garçons et les filles”
- 2000: „Peace Is Just a Word”
- 2000: „Power to the Meek"

## DVD
| Rok  | Tytuł                          |
| ---- | ------------------------------ |
| 1983 | Sweet Dreams (The Video Album) |
| 1987 | Live                           |
| 1988 | Savage                         |
| 1990 | We Two Are One Too             |
| 1991 | Greatest Hits                  |
| 2000 | Peacetour                      |
| 2005 | Ultimate Collection            |

## Teledyski
| Rok  | Tytuł                                            | Reżyser                                             |
| ---- | ------------------------------------------------ | --------------------------------------------------- |
| 1981 | „Never Gonna Cry Again”                          | n/a                                                 |
| 1982 | „The Walk”                                       | Marek Budzynski                                     |
| 1982 | „Love Is a Stranger”                             | Mike Brady                                          |
| 1983 | „Sweet Dreams (Are Made of This)”                | Jon Roseman, David A. Stewart                       |
| 1983 | „This City Never Sleeps”                         | n/a                                                 |
| 1983 | „Who’s That Girl?”                               | Duncan Gibbins                                      |
| 1983 | „Right by Your Side”                             | Chris Ashbrook, Jon Roseman                         |
| 1984 | „Here Comes the Rain Again”                      | David A. Stewart, Jon Roseman, Jonathan Gerschfield |
| 1984 | „Sexcrime (Nineteen Eighty-Four)”                | Chris Ashbrook                                      |
| 1985 | „Julia”                                          | Chris Ashbrook                                      |
| 1985 | „Would I Lie to You?”                            | Mary Lambert                                        |
| 1985 | „There Must Be an Angel (Playing with My Heart)” | Eddie Arno, Mark Innocenti                          |
| 1985 | „Sisters Are Doin’ It for Themselves”            | Eddie Arno, Mark Innocenti                          |
| 1986 | „It’s Alright (Baby’s Coming Back)”              | Will Smax                                           |
| 1986 | „When Tomorrow Comes”                            | Chris Ashbrook, David A. Stewart                    |
| 1986 | „Missionary Man”                                 | Will Smax                                           |
| 1986 | „Thorn in My Side”                               | Chris Ashbrook, David A. Stewart                    |
| 1986 | „The Miracle of Love”                            | David A. Stewart                                    |
| 1987 | „Beethoven (I Love to Listen to)”                | Sophie Muller                                       |
| 1987 | „Shame”                                          | Sophie Muller, Eric Scott                           |
| 1987 | „I Need a Man”                                   | Sophie Muller                                       |
| 1988 | „Heaven”                                         | Sophie Muller                                       |
| 1988 | „Wide-Eyed Girl”                                 | Sophie Muller                                       |
| 1988 | „Do You Want to Break Up?”                       | Sophie Muller                                       |
| 1988 | „I've Got a Lover (Back in Japan)”               | Chester Dent                                        |
| 1988 | „Put the Blame on Me”                            | Sophie Muller                                       |
| 1988 | „Savage”                                         | Sophie Muller                                       |
| 1988 | „You Have Placed a Chill in My Heart”            | Sophie Muller                                       |
| 1988 | „I Need You”                                     | Sophie Muller                                       |
| 1988 | „Brand New Day”                                  | Sophie Muller                                       |
| 1989 | „Revival”                                        | Philippe Gautier                                    |
| 1989 | „Don’t Ask Me Why”                               | Sophie Muller                                       |
| 1990 | „The King and Queen of America”                  | Will Smax                                           |
| 1990 | „Angel”                                          | Sophie Muller                                       |
| 1990 | „(My My) Baby’s Gonna Cry”                       | Sophie Muller                                       |
| 1990 | „How Long?”                                      | Sophie Muller                                       |
| 1990 | „You Hurt Me (And I Hate You)”                   | Sophie Muller                                       |
| 1990 | „Sylvia”                                         | Sophie Muller                                       |
| 1990 | „When the Day Goes Down”                         | Sophie Muller                                       |
| 1999 | „I Saved the World Today”                        | David A. Stewart                                    |
| 2000 | „17 Again”                                       | Michael A. Simon                                    |
| 2000 | „Peace Is Just a Word”                           | n/a                                                 |
| 2005 | „I’ve Got a Life”                                | Matthew Rolston                                     |